# Gazela dorkas
Gazela dorkas (Gazella dorcas) je malá, poměrně běžná gazela. Žije především v Severní Africe a místy i na Blízkém východě (Izrael, Jordánsko).

## Popis
V kohoutku měří 55–65 cm, délka těla je 90–110 cm a hmotnost dosahuje 15–23 kg. Rohy měří 15 až 25 cm u samic a 25 až 38 cm u samců, přičemž rohy samců jsou výrazně tlustší, zahnutější a s výraznějšími prstenci. Zbarvení je béžové či načervenalé na bocích a horní polovině těla, břicho bývá světlé.

## Ekologie a chování
Umí přežít v suchém prostředí pouští a polopouští s minimálními nároky na vodu, pokud je potřeba, obejde se bez vody úplně a tekutiny získává z rostlinné stravy. Vyskytuje se rovněž na savanách. Žije v párech nebo malých stádech, tvořených jedním dominantním samcem, samicemi a jejich mláďaty. Výjimečně mohou stáda čítat až 100 jedinců.
Živí se listy akácií a různých křovin, když má možnost, spásá trávu a jiné rostliny.
Jejími predátory jsou jakékoliv střední a větší šelmy od šakalů, karakalů a vlků, přes psy hyenovité, hyeny, až po gepardy, levharty a lvy. Mohou se stát i kořistí krajt a orlů. Zdravá gazela je většinou schopna útočníkům uniknout, neboť dosahuje rychlosti až 80 km/h a umí výborně kličkovat.

### Rozmnožování
Doba březosti se pohybuje od 164 do 180 dnů. Samice rodí jedno nebo výjimečně dvě mláďata. Ta jsou kojena do 2 až 3 měsíců. Pohlavní zralosti dosahují v 9 (samci) až 18 měsících (samice). Doba dožití v divočině se pohybuje okolo 10 let, maximálně pak 12,5 roku.

## Populace, hrozby
Celková populace je odhadována na několik desítek tisíc jedinců, přičemž nejvíc jich žije v Čadu, Nigeru a zemích afrického rohu, populační trend je pokles. Hlavní hrozbou pro gazelu dorkas je člověk a jeho aktivity, především nadměrný lov a extenzivní chov domácích zvířat, která jsou schopna spást lokálně veškerou vegetaci.

## Zajímavost
Vyhynulá gazela dlouhorohá byla dříve považovaná za poddruh gazely dorkas, ale genetické zkoumání zjistilo, že jde o rozdílné druhy.

## Galerie

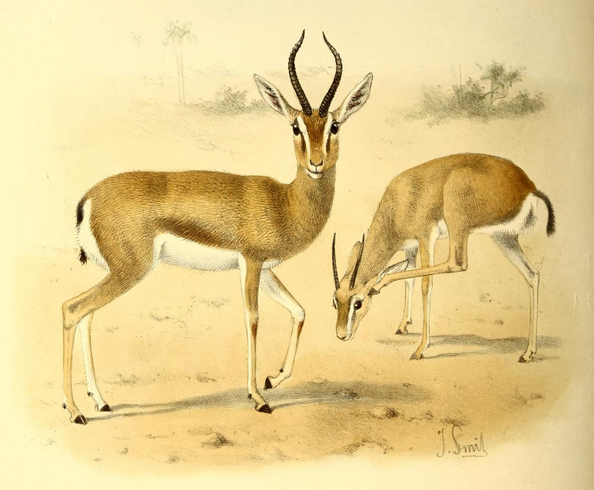
Gazela dorkas
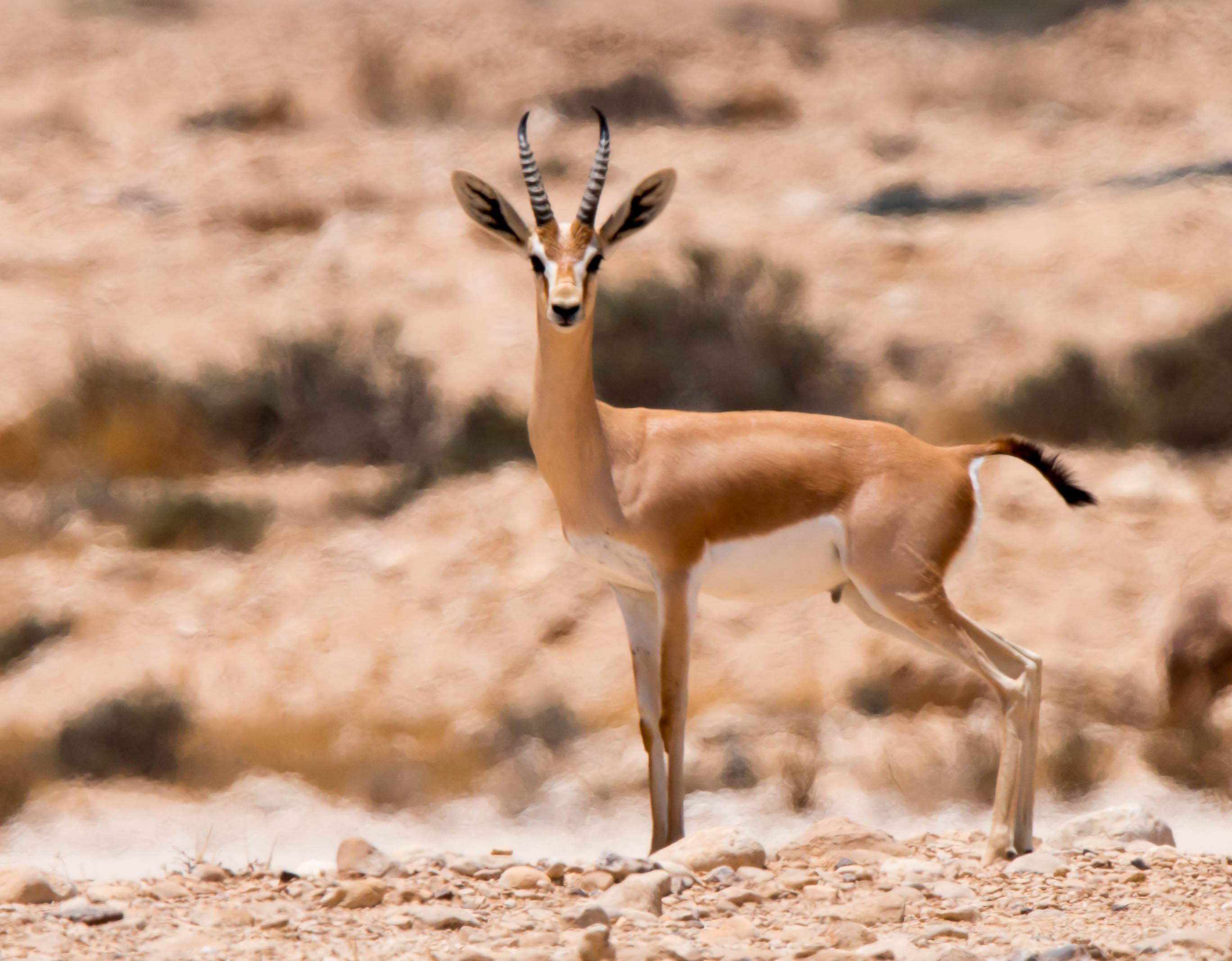
Gazela dorkas (Izrael)
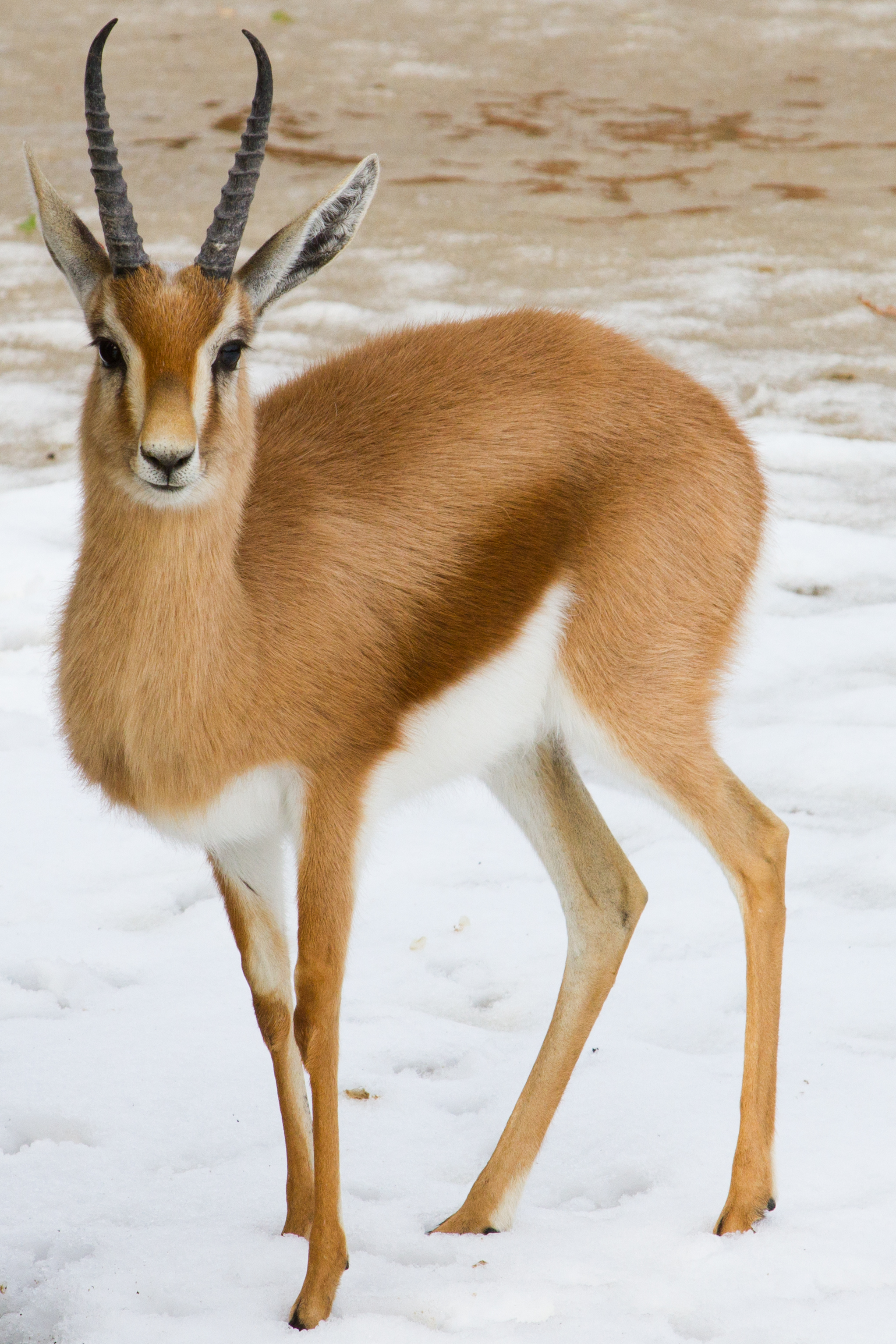
Gazela dorkas
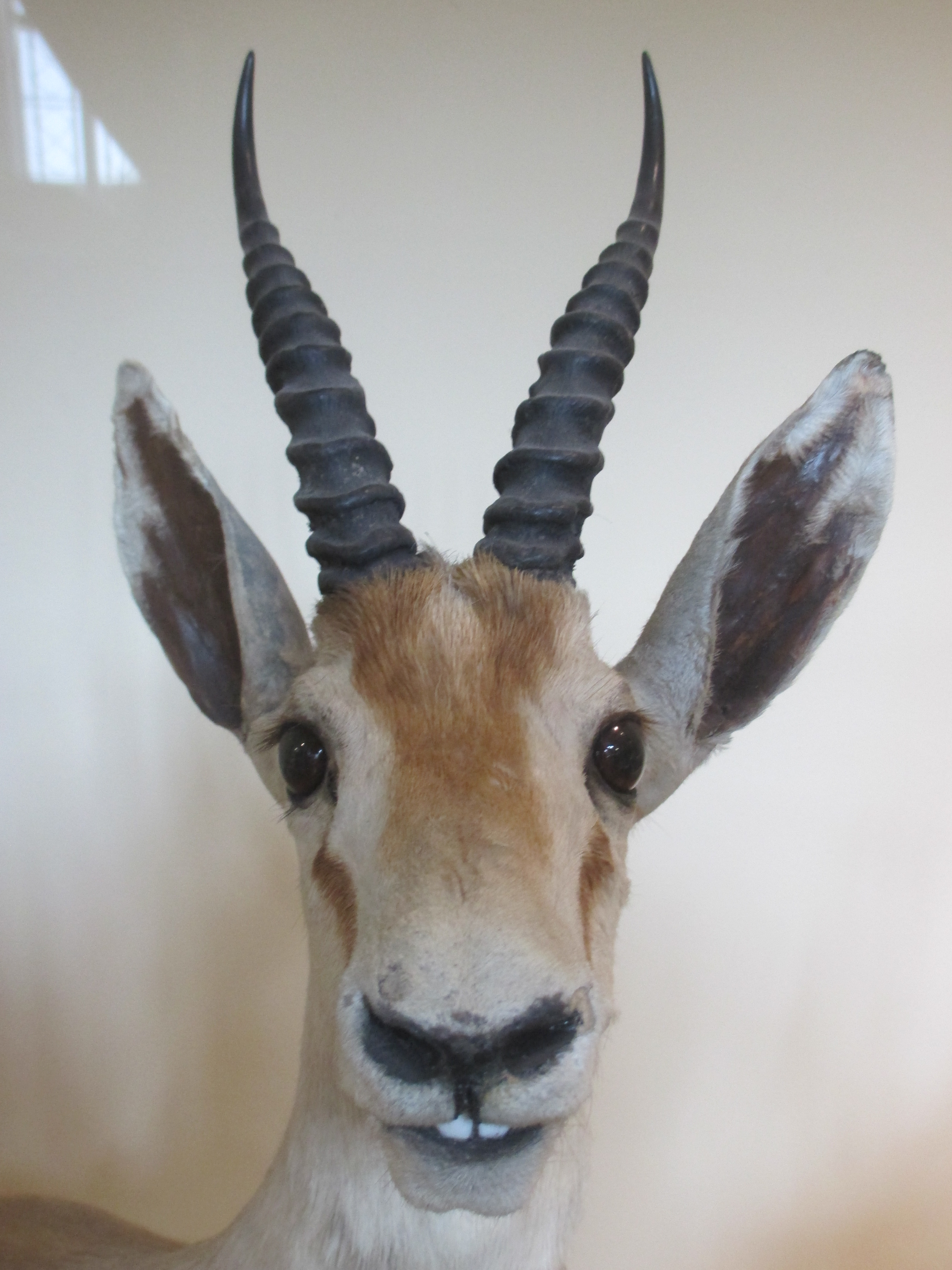
Preparát Gazely dorkas v londýnském Přírodopisném muzeu
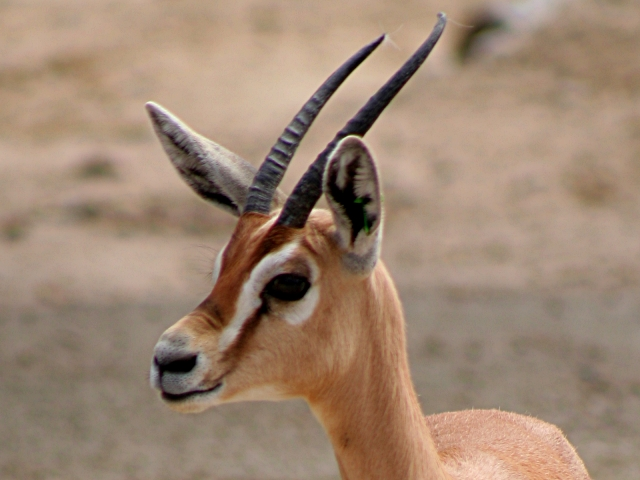
Gazela dorkas (hlava)